# 다피향

다피 향의 위치

다피향(한국어: 대비향, 중국어: 大埤鄉, 병음: Dàpí Xiāng)은 중화민국 윈린 현의 향이다. 넓이는 44.9973km2이고, 인구는 2015년 8월 기준으로 19,761명이다.

## 지리
윈린 현의 남단에 위치하고 북쪽으로 더우난 진, 서쪽으로 후웨이 진, 투쿠 진, 위안창 향, 남쪽으로 자이 현 다린 향, 시커우 향과 접한다.

## 교통
- 국도 1호선